# I've Seen All Good People
"I've Seen All Good People" is een nummer uitgevoerd door de Britse progrockband Yes. Het nummer werd voor het eerst uitgebracht op hun album The Yes Album, verscheen later nog op meerdere albums en is geschreven door bandleden Jon Anderson en Chris Squire. Net zoals vele andere progrocknummers bestaat het uit verschillende delen samengebracht om een langer coherent stuk te maken. De eerste beweging, genaamd Your Move, werd uitgebracht als single en werd een top 40-hit in de Verenigde Staten. Later zouden AOR-radiostations het hele zeven minuten durende nummer afspelen, inclusief Your Move en de tweede beweging genaamd All good People.
Het nummer gebruikt schaak als een metafoor voor het navigeren in interpersoonlijke relaties en bevat verschillende verwijzingen naar John Lennon. Het verkreeg verschillende positieve recensies en wordt beschouwd als een van de bekendste nummers van Yes. Mike DeGagne van AllMusic schreef dat de "harmonieën robuust zijn van begin tot eind" en dat het nummer nog steeds "een van hun aantrekkelijkste" werken is. Muziekcriticus Robert Christgau prees het nummer eveneens.

## Compositie

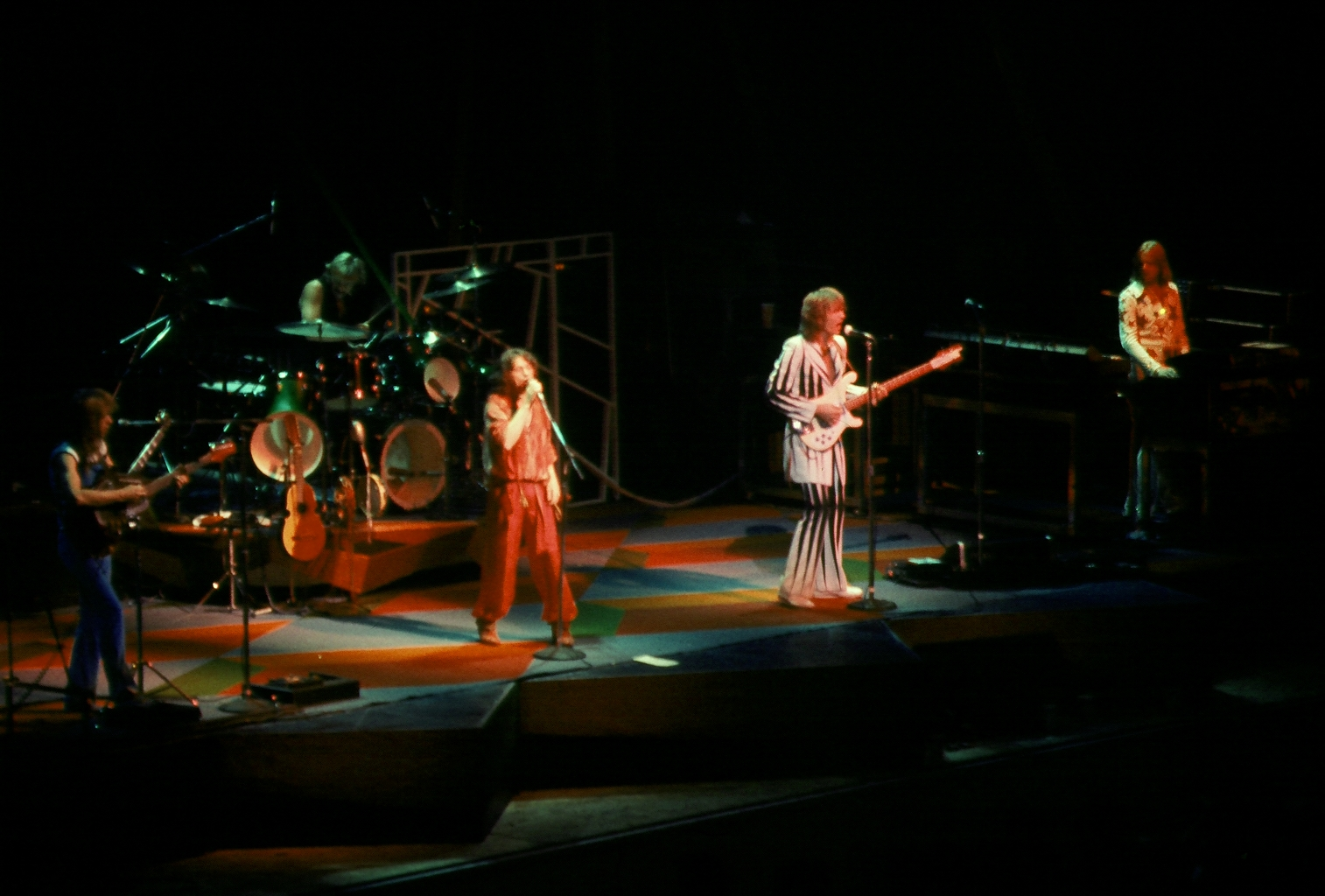
De band tijdens een concert in Indianapolis in 1977. Van links naar rechts: Steve Howe, Alan White, Jon Anderson, bandleider Chris Squire en Rick Wakeman.

De studio-opname van The Yes Album opent met Jon Anderson, Chris Squire en Steve Howe die de frase "I've seen all good people turn their heads each day so satisfied I'm on my way" tweemaal a capella zingen, in een driedelige harmonie. Dit wordt gevolgd door een solointro door Steve Howe op een Portugese twaalfsnarige gitaar. Howe speelt ook nu en dan de solo op een gewone akoestische gitaar. Terwijl de twaalfsnarige gitaar een frase van vier maten herhaalt, valt een basdrum te horen terwijl Anderson de liedtekst hervat als solo en in driedelige harmonie. Dual recorders vallen in tijdens de derde strofe. Uiteindelijk speelt een hammondorgel tot het eerste deel van het nummer eindigt op een luid, aanhoudend en onopgelost orgelakkoord.
Het tweede deel All Good People bestaat uit vele herhalingen van de regel "I've seen all good people turn their heads each day so satisfied I'm on my way", gezongen tegen dezelfde melodie als daarvoor, maar nu tegen een stuwende achtergrond van countryrock. Het eindigt in een krachtige zangharmonie en orgelfrase, beginnende met de akkoordenprogressie E, D, C, G, en dan A. Iedere herhaling van de strofe is een hele toon lager dan de voorgaande terwijl het nummer eindigt met een fade-out. Anderson heeft verklaard dat hij wou dat het nummer zich zachtjes ontwikkelde maar dan uit zou breken naar een groot, grandioos geluid van een kerkorgel.
The Village Voice-criticus Robert Christgau noemde het nummer een "great cut" en vond dat het "kunstzinnige eclecticisme" van Yes mooi samenkomt.
Het nummer kwam terecht op verschillende compilatiealbums, zoals Classic Yes uit 1981 en The Ultimate Yes uit 2004.

## Bezetting
Band
- Jon Anderson: hoofdzang, percussie
- Chris Squire: basgitaar, achtergrondzang, baspedalen[4]
- Steve Howe: Portugese gitaar, elektrische gitaren, achtergrondzang
- Tony Kaye: hammondorgel, piano
- Bill Bruford: drumstel, percussie

Gastmuzikant
- Colin Goldring – blokfluit op "Your Move"

## Coverversies
- Een coverversie van I've Seen All Good People is uitgevoerd door Susanna Hoffs van The Bangles en Matthew Sweet, die samenwerkten voor hun album Under the Covers Vol. 2 uit 2009.

## Gebruikt in
- In de eerste aflevering van de vijfde serie van Fargo, "The Tragedy of the Commons", is dit nummer prominent aanwezig in de openingsscènes.

## NPO Radio 2 Top 2000
| Nummer met noteringen in de NPO Radio 2 Top 2000 | '00 | '01 | '02 | '03 | '04 | '05  | '06  | '07  | '08 | '09  | '10  | '11  | '12  | '13  | '14  | '15  |
| ------------------------------------------------ | --- | --- | --- | --- | --- | ---- | ---- | ---- | --- | ---- | ---- | ---- | ---- | ---- | ---- | ---- |
| I've Seen All Good People                        | 499 | -   | 559 | 621 | 936 | 1140 | 1117 | 1162 | 990 | 1095 | 1161 | 1428 | 1719 | 1610 | 1609 | 1747 |

1. ↑  Een '-' betekent dat het nummer niet was genoteerd en een vetgedrukt getal geeft de hoogste notering aan.
2. ↑  2000 was het eerste jaar met een notering voor dit nummer.
3. ↑  Deze tabel is bijgewerkt tot en met de laatste editie (2024).

- MusicBrainz work: aef39ce6-69b9-4184-bdf8-a92d7d8eec3b